# Rittergut Pollitz

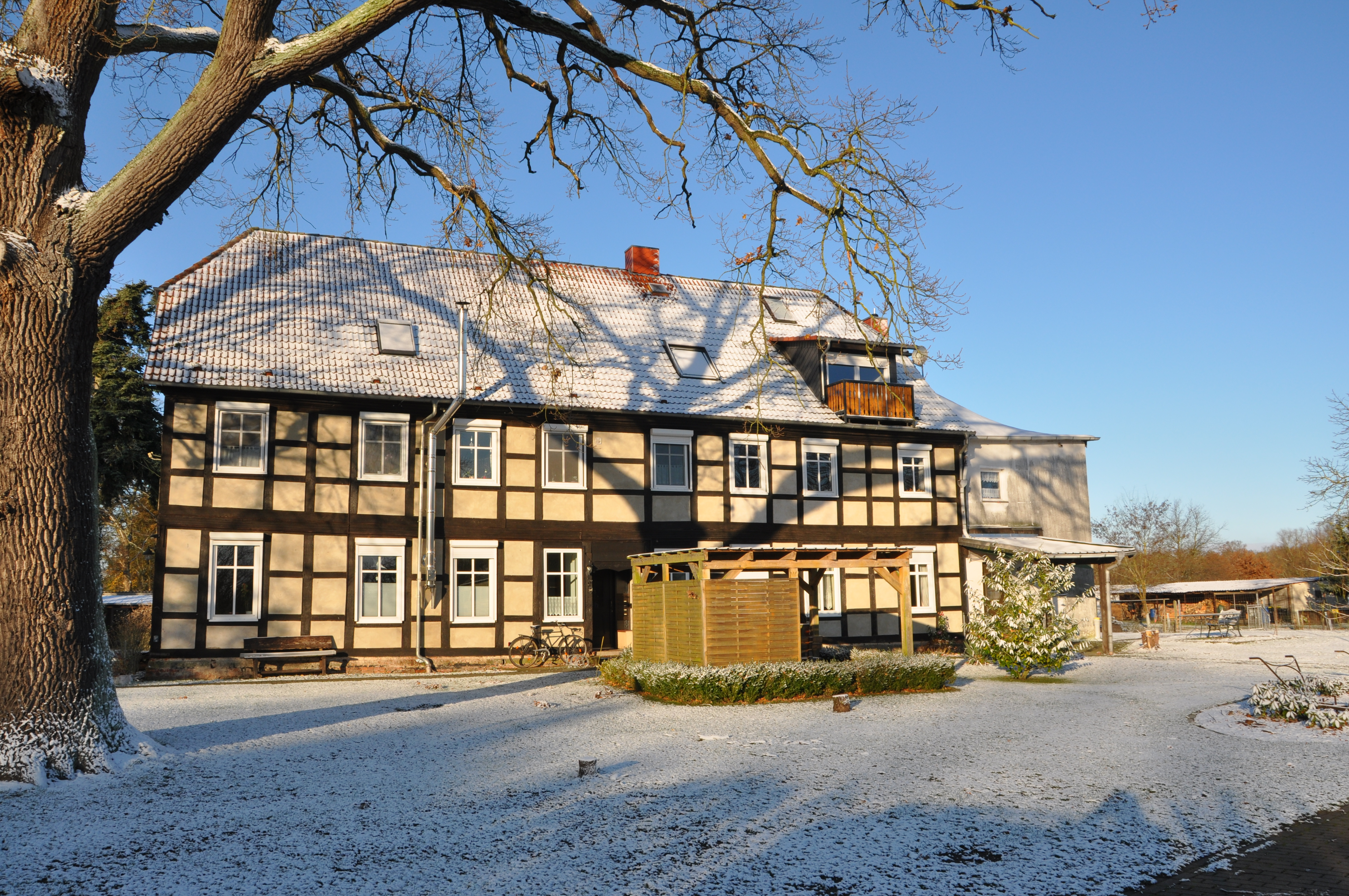
Rittergut Pollitz

Das Rittergut Pollitz ist ein ehemaliges Rittergut im Ortsteil Pollitz der Gemeinde Aland, Sachsen-Anhalt.

## Geografie
Das Gutshaus und die Gebäude des Gutshofes liegen im Norden Dorfes Pollitz in der Nähe mehrerer Teiche an einem früheren Nebenarm des Aland.

### Gliederung
Zum Gutsbezirk Pollitz und damit zum Gutsbesitz gehörten im Jahre 1909:
- Försterei Övellgünne,[2] auch Vorwerk Oevelgünne genannt, knapp zwei Kilometer nördlich
- Ziegelei Kahlenberge[2], einen Kilometer nordnordwestlich
- Schäferei Kahlenberge,[2] einen Kilometer nordwestlich

Zur Landgemeinde Pollitz und nicht zum Gut gehörten zu der Zeit:
- Vor Pollitz (Menzendorfshof),[3] knapp zwei Kilometer südwestlich des Gutes
- Neuhof (Wellenhof)[3] einen Kilometer südwestlich

## Geschichte
Das altmärkische Adelsgeschlecht von Jagow ist 1469 in Pollitz nachweisbar, als es einen Hof an Berthold Menzendorf belehnte.
Ein Gut im Dorf gehörte vor 1481 den von dem Knesebeck zu Kolborn, die das Gut zwei Leuten als Lehen gegeben hatten.
Im Jahre 1608 existierte das Dorf Pollitz im Beritt Seehausen, die von Jagow hatten darin ein Vorwerk. 1745 gab es das Dorf und einen Rittersitz des von Jagow zu Kalenberg. Das Rittergut war landtagsfähig, d. h. der jeweilige Besitzer war Mitglied der Altmärkischen Stände bzw. ab 1824 des Kommunallandtags der Altmark.
Um 1800 wurde das Herrenhaus des Gutes Pollitz erbaut. Besitzer war bis 1838 Wilhelm von Jagow und von 1838 bis 1858 Friedrich von Jagow. Nach Friedrichs Tod im Jahr 1858 lasteten auf Gut Pollitz umfangreiche Schulden. Zur Regulierung der Schulden wurde Gut Pollitz in einen Familienfideikommiss umgewandelt. Erbe dieses Familienfideikommisses wurde Friedrichs Sohn Otto von Jagow. Nach Ottos Tod erbte sein Sohn Kreuzwendedich von Jagow. Nach den Verlusten der Deutschen Inflation musste dessen Witwe Elisabeth 1925 das Gut Pollitz an den bürgerlichen Gutspächter Hugo Schmidt verkaufen. Hugo Schmidt wurde 1945 im Rahmen der Bodenreform in der sowjetischen Besatzungszone enteignet. 1946 wurden die Flächen des Gutes in 26 Neubauernstellen aufgeteilt und 1953 in eine Landwirtschaftliche Produktionsgenossenschaft überführt, die LPG Typ III „Frohes Leben“.
Insgesamt bewirtschaftete das Gut Pollitz (Gutsbezirk) im Jahre 1900 eine landwirtschaftliche Fläche von 375 ha.

### Eingemeindungen
Am 30. September 1928 wurde der Gutsbezirk Pollitz mit der Landgemeinde Pollitz im Landkreis Osterburg vereinigt.

### Einwohnerentwicklung
| Jahr | Einwohner |
| ---- | --------- |
| 1798 | 038       |
| 1864 | 136       |
| 1871 | 095       |
| 1885 | 126       |

| Jahr | Einwohner |
| ---- | --------- |
| 1895 | 090       |
| 1905 | 087       |
| 1910 | 109       |

Quellen:

## Religion
Die Evangelischen des Rittergutes gehören zur Kirchengemeinde Pollitz, die zur Pfarrei Groß Wanzer gehörte. Die Kirchengemeinde gehört heute zum Kirchengemeindeverband Beuster-Aland im Pfarrbereich Beuster des Kirchenkreises Stendal im Propstsprengel Stendal-Magdeburg der Evangelischen Kirche in Mitteldeutschland.